# Axonopsis pallida
Axonopsis pallida är en kvalsterart som beskrevs av Herbert Habeeb 1957. Axonopsis pallida ingår i släktet Axonopsis och familjen Axonopsidae. Inga underarter finns listade.